# Strand-Milchkraut
Das Strand-Milchkraut (Glaux maritima L., Syn.: Lysimachia maritima) ist die einzige Art der Pflanzengattung Glaux in der Unterfamilie der Myrsinengewächse (Myrsinoideae) innerhalb der Familie der Primelgewächse (Primulaceae).

## Beschreibung

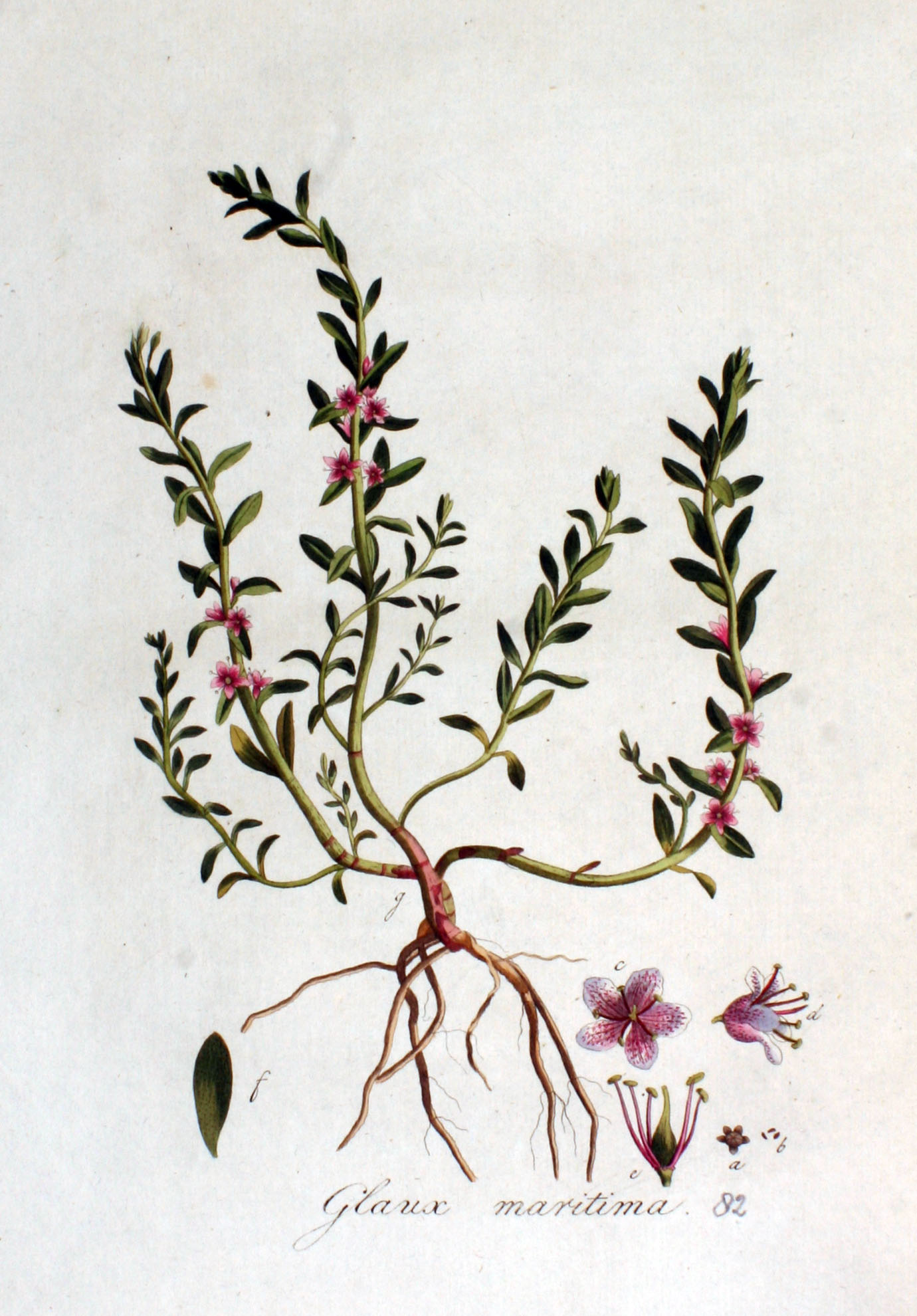
Illustration aus Flora Batava, Volume 2

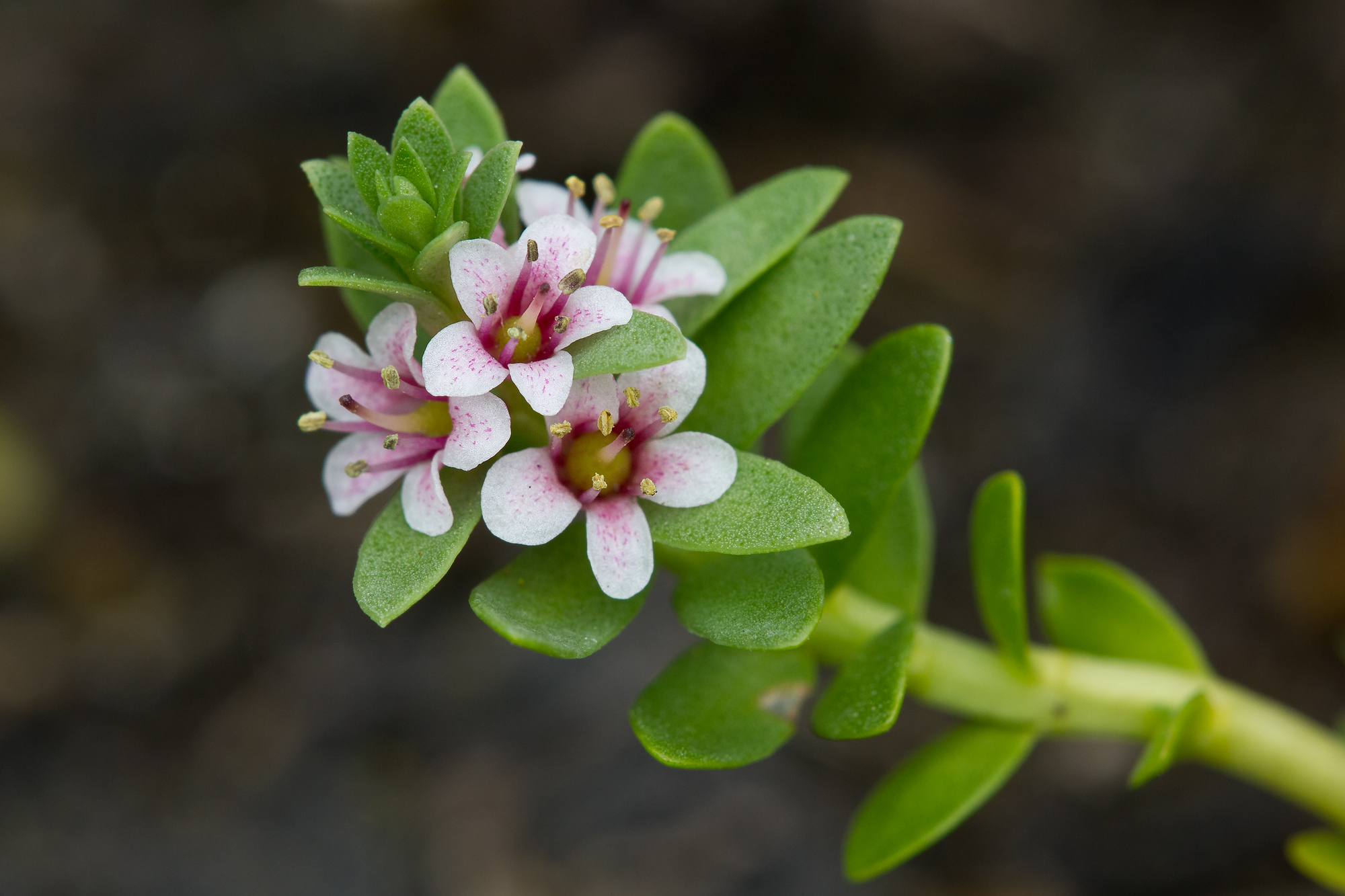
Oberer Bereich des Stängels mit Laubblättern und Blüten

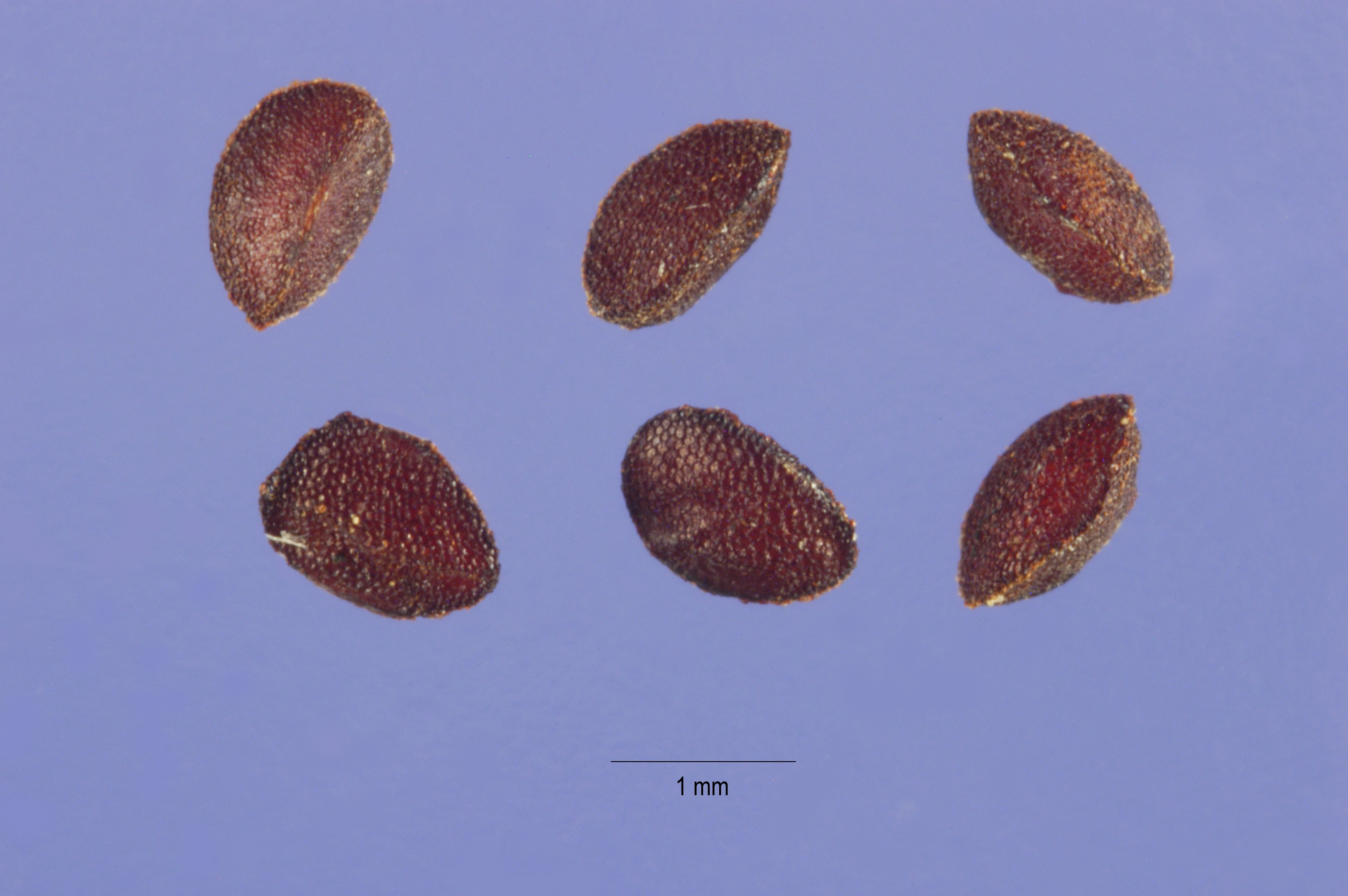
Samen

### Vegetative Merkmale
Das Strand-Milchkraut ist eine überwinternd grüne, ausdauernde krautige Pflanze, die nur Wuchshöhen von etwa 3 bis 25 Zentimetern erreicht. Der kriechende bis aufsteigende Stängel bildet Wurzeln an den Knoten (Nodien).
Von den dicht beieinander am Stängel angeordneten Laubblättern sind die unteren gegenständig und die oberen dagegen wechselständig. Die einfache, dickfleischige Blattspreite bei einer Länge von 4 bis 15 Millimetern sowie einer Breite von 1,5 bis 3,5, selten bis zu 5 Millimetern länglich-lanzettlich oder elliptisch. Der Blattrand ist glatt.

### Generative Merkmale
Die fast sitzenden Blüten befinden sich einzeln in den Blattachseln. Die zwittrige Blüte ist bei einem Durchmesser von 3 bis 6 Millimetern radiärsymmetrisch und fünfzählig. Die sind fünf kronblattartigen Kelchblätter sind rosafarben, nur äußerst selten weiß gefärbt und sie sind 1,5 bis 2 Millimeter breit. Es fehlen Kronblätter. Die Staubblätter sind etwas kürzer als die Kelchblätter. Der Griffel ist etwa so lang wie die Staubblätter.
Die fünffächrige Kapselfrucht weist einen Durchmesser von 2,5 bis 3 Millimetern auf. Die dreikantigen Samen sind rötlich-braun und etwa 1,2 Millimeter lang.
Die Chromosomenzahl beträgt 2n = 30.

## Ökologie und Phänologie
Den Winter überdauert es als Hemikryptophyt. Es bildet unterirdische Ausläufer (Stolonen) durch Bildung von sekundären Rüben aus, über die es sich auch vegetativ vermehren kann.
Die Blütezeit reicht von Mai bis August. Seine vorweiblichen Blüten werden meist von kurzrüssligen Insekten bestäubt oder es tritt Selbstbestäubung ein.

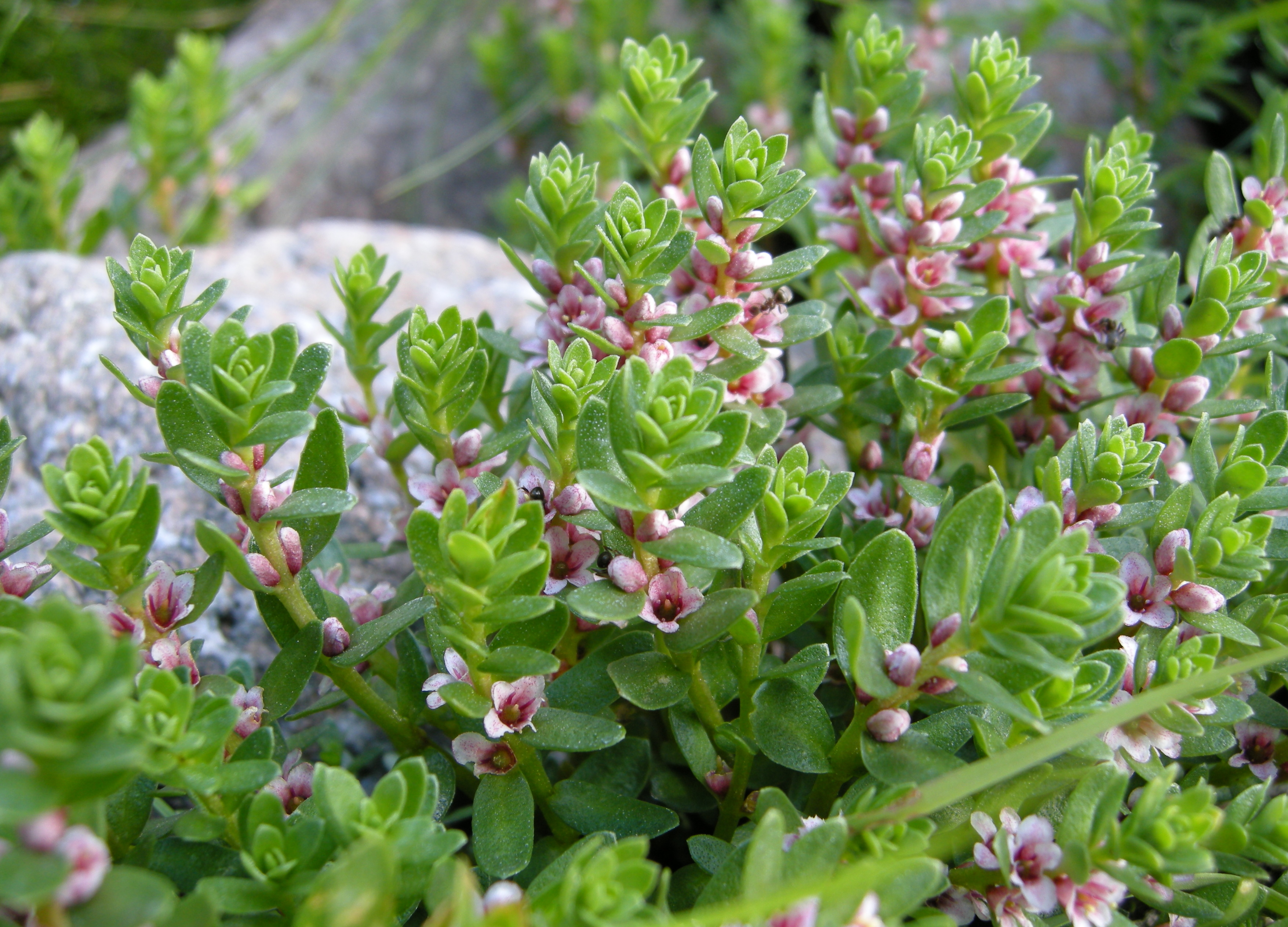
Habitus und Blüten im Habitat

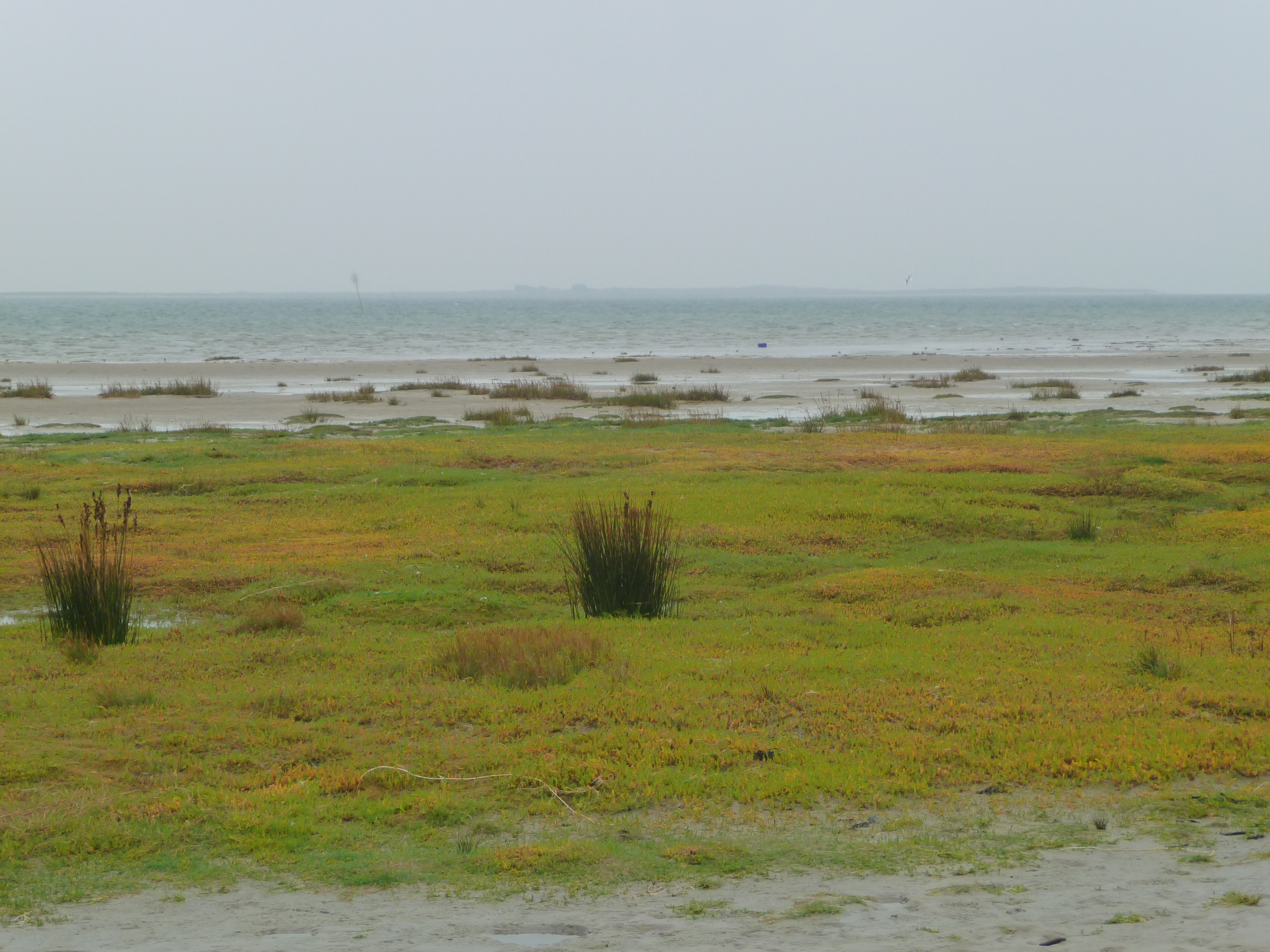
Habitat auf Juist

## Vorkommen
Das Strand-Milchkraut ist auf der gesamten Nordhalbkugel ein meridionales bis boreales Florenelement. Es gedeiht nur litoral an den Küsten und an Binnensalzstellen und gilt als typische Zeigerpflanze. Seine Hauptverbreitung liegt in Nordeuropa und Nordasien. Es kommt in Europa, Nordamerika, den gemäßigten Gebieten Asiens und in Pakistan vor.
Das Strand-Milchkraut gedeiht an sehr feuchten, salzhaltigen Standorten., die periodisch auch überschwemmt sein können. Typischerweise sind dies Abschnitte der Küsten. Im Binnenland kommt diese Pflanzenart daher nur äußerst selten an natürlichen oder anthropogen gestörten Salzwiesen vor. Auf Grund der zunehmenden anthropogenen Beeinflussung gehen die Bestände vor allem im Binnenland stark zurück. Deshalb ist das Strand-Milchkraut auch in den südlichen Bundesländern auf der Roten Liste. In Rheinland-Pfalz und Baden-Württemberg gilt es gar als ausgestorben. In Nordrhein-Westfalen und Berlin ist es vom Aussterben bedroht.
In Österreich hat das Strand-Milchkraut in Zwingendorf (Niederösterreich) sein einziges Vorkommen.
Das Strand-Milchkraut hat ihr Hauptvorkommen in Salzpflanzenfluren und ist Kennart des Verbandes Armerion maritimae und der Ordnung Glauco-Puccinellietalia. Sie wächst häufig zusammen mit Strand-Grasnelken, Salzschwaden, Bodden-Binsen, Strand-Dreizack und Salz-Bungen.
Nach den Ellenberg-Zeigerwerten ist sie eine Halbschatten- bis Halblichtpflanze (L6), zeigt mäßige Wärme oder Wärme an (T6), wächst an feuchten Standorten (F6), zeigt mäßigen Stickstoffreichtum an (N5) und erträgt einen hohen Salzgehalt (S7).

## Taxonomie
Die Erstveröffentlichung von Glaux maritima L. erfolgte 1753 durch Carl von Linné in Species Plantarum, Tomus I, S. 207.
Glaux maritima L. wird Hao et al. 2004 aufgrund von molekularen Merkmalen als Lysimachia maritima (L.) Galasso, Banfi & Soldano in die Gattung Lysimachia gestellt. Dem folgen aber die meisten Floren Eurasiens nicht und bleiben bei Glaux maritima L..